# John Peter Haines
Pour les articles homonymes, voir John Haines et Haines.
John Peter Haines (17 décembre 1851-27 juin 1921), est un président de l'American Society for the Prevention of Cruelty to Animals (ASPCA) de 1889 à 1906.

## Biographie
Né à Manhattan à New York, Haines étudie à l'Université Columbia.
Hanes meurt à son domicile de Toms River dans le New Jersey en 1921 à l'âge de 69 ans.

## Haines et Topsy
Président de l'ASPCA, il empêche les propriétaires du parc d'amusement Luna Park de Coney Island de procéder à la pendaison publique de l'éléphant nommé Topsy et affirmant que la peine était inutilement cruelle et que la mort de l'animal ne devrait pas être une spectacle public. Le châtiment devient alors plus privé et comprenait des carottes empoisonnées au cyanure, suivi d'une électrocution et d'un étranglement avec un treuil.